# Platyplectrum ornatum
Espèce
Synonymes
- Discoglossus ornatus Gray, 1842
- Platyplectrum marmoratum Günther, 1863
- Platyplectrum occidentale Cope, 1866
- Opisthodon frauenfeldi Steindachner, 1867
- Opisthodon ornatus (Gray, 1842)

Statut de conservation UICN

 LC  : Préoccupation mineure
Platyplectrum ornatum est une espèce d'amphibiens de la famille des Limnodynastidae.

## Répartition
Cette espèce est endémique d'Australie. Elle se rencontre sur une vaste étendue qui s'étend de la région de Kimberley en Australie-Occidentale à la côte centrale de la Nouvelle-Galles du Sud, à travers le Nord du Territoire du Nord, le Nord et le Sud-Est du Queensland,.

## Galerie

Platyplectrum ornatum
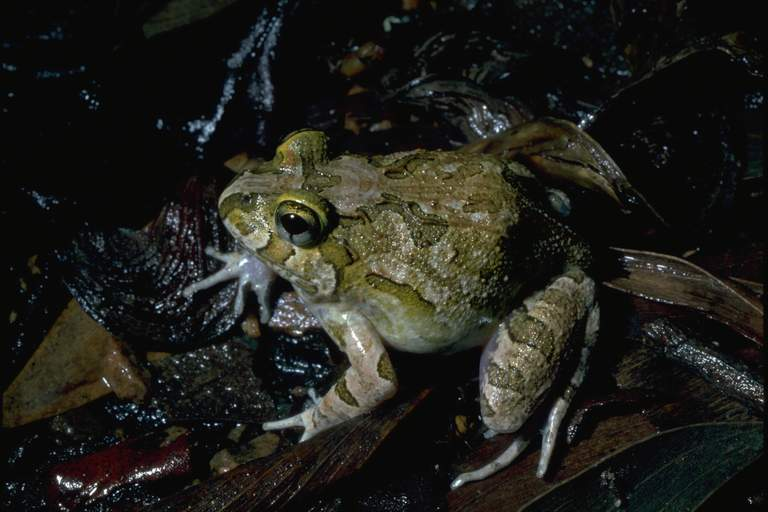
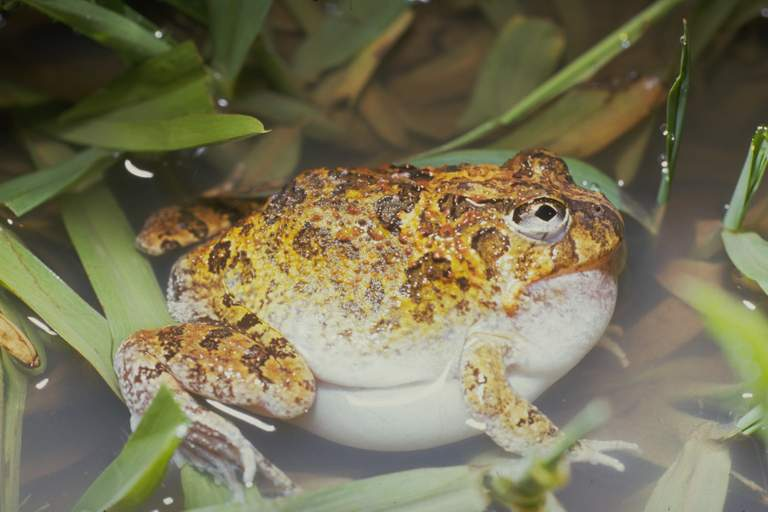

## Publication originale
- Gray, 1842 : Description of some hitherto unrecorded species of Australian reptiles and batrachians. Zoological Miscellany, vol. 2, p. 51-57 (texte intégral).